# 神吉長作
神吉 長作（かんき ちょうさく、1874年〈明治7年〉9月 - 没年不明）は、日本の篤農家、政治家。兵庫県印南郡西神吉村会議員。宮前区長。部落水利委員。保証責任西神吉信用販売購買利用組合理事。有限責任宮前信用購買組合理事。

## 人物
兵庫県印南郡西神吉村（現・加古川市）出身。住所は西神吉村宮前。